# Esther Béjarano
Esther Béjarano (Saarlouis, 15 dicembre 1924 – Amburgo, 10 luglio 2021) è stata una musicista e insegnante tedesca di origine ebraica, superstite dell'Olocausto.

## Biografia
Nata in Germania, il 15 dicembre 1924 a Saarlouis, in una famiglia di musicisti di origine ebraica, fu deportata insieme ai suoi genitori e ad una sorella, che vennero tutti uccisi dai nazisti. Immatricolata nel campo di sterminio di Auschwitz, fu messa a suonare nell'orchestra femminile del Lager. Trasferita al campo di Ravensbrück venne impiegata nella manovalanza coatta alla Siemens. Dopo la Liberazione emigrò in Palestina. In Israele lavorò come cantante e insegnante di musica. Nel 1960 decise di tornare in Germania con il marito Nissim e con i figli Edna e Joram. Ad Amburgo insieme ad altri ex perseguitati fonda l'Auschwitz Komitee Deutschland. Attiva sino all'ultimo come cantante con il gruppo Coincidence, creato dalla figlia Edna nel 1988, fece anche parte del gruppo rap Microphone Mafia e collaborò con il jazz accordionist Gianni Coscia; il suo repertorio spaziava da Bertolt Brecht a Mikīs Theodōrakīs, dai testi contemporanei di denuncia sociale ai canti yiddish tradizionali e della Resistenza.  Esther portò così presso i più giovani la sua testimonianza di artista e di sopravvissuta, cantando per la pace, l'antifascismo, la libertà e l'eguaglianza.

## Scritti
- "La ragazza con la fisarmonica. Dall'orchestra di Auschwitz alla musica Rap", a cura di Antonella Romeo, prefazione di Bruno Maida, allegato DVD "Esther che suonava la fisarmonica nell'orchestra di Auschwitz", regia di Elena Valsania, Edizioni SEB27, 2013 ISBN 978-88-86618-94-6

## Filmografia
- "Esther che suonava la fisarmonica nell'orchestra di Auschwitz", (Esther Béjarano intervistata da Antonella Romeo), Regia di Elena Valsania, Felìz - Edizioni SEB27, DVD allegato al volume: Esther Béjarano, "La ragazza con la fisarmonica. Dall'orchestra di Auschwitz alla musica Rap", A cura di Antonella Romeo, Prefazione di Bruno Maida, Edizioni SEB27, 2013 ISBN 978-88-86618-94-6

## Principali tournée in Italia
- 2011 - "Per la vita", Esther Béjarano & Microphone Mafia: 25-26 gennaio Torino (Conservatorio G. Verdi - Teatro Vittoria), 28 gennaio Alessandria (Teatro Alessandrino); informazioni Archiviato il 12 maggio 2014 in Internet Archive.
- 2013 - "La ragazza con la fisarmonica", Esther Béjarano con Gianni Coscia: 22 gennaio Alessandria (Auditorium San Baudolino), 23 gennaio Cuneo (Teatro Monviso), 24 gennaio Torino (Aula Magna Politecnico); informazioni http://www.seb27.it/news/22-23-24gennaio2013.html
- 2014 - "La ragazza con la fisarmonica", Esther Béjarano con Gianni Coscia: 28 gennaio Verona (Polo Zanotto), 29 gennaio Ferrara (Teatro Comunale); informazioni http://www.seb27.it/news/28-29gennaio2014.html
- 2014 - "La ragazza con la fisarmonica", Esther Béjarano & Microphone Mafia: 31 luglio Fosdinovo (Festival della Resistenza "Fino al cuore della rivolta"); informazioni http://www.seb27.it/news/31luglio2014.html
- 2014 - "La ragazza con la fisarmonica", Esther Béjarano con Gianni Coscia: 3 ottobre Sanremo (Premio Tenco - 38° Rassegna della Canzone d'Autore); informazioni http://seb27.it/news/3ottobre2014.html